# Ficus supperforata
Ficus supperforata är en mullbärsväxtart som beskrevs av Edred John Henry Corner. Ficus supperforata ingår i släktet fikonsläktet, och familjen mullbärsväxter. Inga underarter finns listade i Catalogue of Life.